# サンクトペテルブルク工科大学
サンクトペテルブルク工科大学 は、ロシア・サンクトペテルブルクにある公立の工科大学。

## 沿革
ロシアのピョートル大皇帝 (英語: Emperor Peter the Great、1672年–1725年)の名を冠して、この大学の正式名称は、「ピョートル大帝のサンクトペテルブルク工科大学」ロシア語: Санкт-Петербургский политехнический университет Петра Великого、略称:СПбПУ・ 英語: Peter the Great St. Petersburg Polytechnic University、略称:SPbPU) である。ソ連時代には、 革命家ミハイル・カリーニンに因んで、「カリーニン・レニングラード工科大学」と呼ばれていた。

## 概要
ロシア連邦やCIS諸国のトップ研究機関の一つとみなされ、物理学や数学、産業工学、化学工学、 宇宙工学などの分野で有名な大学である。サンクトペテルブルク工科大学はロシアのカリフォルニア工科大学としばし称される。 (en: Moscow Institute of Physics and Technology が一般的には "ロシアの MIT"である)。2012年サンクトペテルブルク工科大学は世界の大学ランクで400位圏内に入っている。サンクトペテルブルク工科大学は3つに分かれる研究機関から成り立っている:
- 工学技術研究所、
- 物理学研究所、
- 経済人文研究所。

### 公式名の沿革
この大学は設立後何度か名称を変更している。詳細は以下のようである:
- 1899–1910 — サンクトペテルブルク工科学校 (Санкт-Петербургский политехнический институт)
- 1910–1914 — ピョートル大皇帝のサンクトペテルブルク工科学校 (Санкт-Петербургский политехнический институт императора Петра Великого)
- 1914–1922 — ピョートル大皇帝のペトログラード工科学校 (Петроградский политехнический институт императора Петра Великого)
- 1922–1923 — カリーニン・第一ペトログラード工科学校 (Первый Петроградский политехнический институт имени М. И. Калинина)
- 1923–1924 — カリーニン・ペトログラード工科学校 (Петроградский политехнический институт имени М. И. Калинина)
- 1924–1930 — カリーニン・レニングラード工科学校 (Ленинградский политехнический институт имени М. И. Калинина)
- 1930–1934 — さまざまなカレッジや分校にわかれ、さまざまな名称を持っていた時代
- 1934–1940 — レニングラード産業学校 (Ленинградский индустриальный институт)
- 1940–1990 — カリーニン・レニングラード工科学校 (Ленинградский политехнический институт имени М. И. Калинина)
- 1990–1991 — レニングラード国立技術大学 (Ленинградский государственный технический университет)
- 1991–2002 — サンクトペテルブルク国立技工大学 (Санкт-Петербургский государственный технический университет)
- 2002–2015 — サンクトペテルブルク国立工科大学 (Санкт-Петербургский государственный политехнический университет)
- 2015年2月12日より — ピョートル大帝のサンクトペテルブルク工科大学(Санкт-Петербургский политехнический университет Петра Великого)